# Richard Thomalla

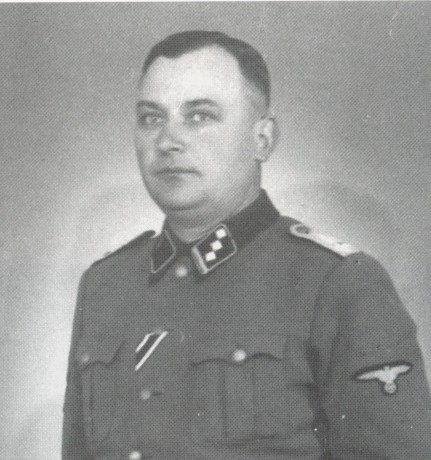
Richard Thomalla als SS-Obersturmführer (ca. 1940)

Richard Thomalla (* 23. Oktober 1903 in Sabine, Oberschlesien; † 1957 in Ulm für tot erklärt) war als SS-Hauptsturmführer bei der „Aktion Reinhardt“ mit der Bauleitung der Vernichtungslager Sobibor und Treblinka beauftragt und war in der Aufbauphase jeweils der erste Lagerkommandant.

## Leben
Der Bauingenieur Richard Thomalla trat 1932 der NSDAP (Mitgliedsnummer 1.238.872) und SS (SS-Nr. 41.206) bei. Seinen Militärdienst leistete er in Falkenberg und Oppeln ab. Im Jahr 1935 heiratete er. Ende der 1930er Jahre diente er bei SS-Einheiten in Wohlau und Breslau und wurde am 6. September 1939 von Breslau in das Generalgouvernement versetzt und mit leitenden Aufgaben bei der SS-Hilfspolizei in Tschenstochau und Radom betraut. Am 22. August 1940 wurde Thomalla durch den Höheren SS- und Polizeiführer (HSSPF Ost) Friedrich-Wilhelm Krüger zur Dienststelle des SS- und Polizeiführers Odilo Globocnik nach Lublin versetzt. Zwischen August und Oktober 1940 leitete er im Raum Belzec eine Baubrigade zur Sicherung der Grenzanlagen. Anschließend war er mit der Errichtung von Polizei- und SS-Stützpunkten in Starakonstantinow, Zwiahel und Kiew im Rahmen des Generalplans Ost beauftragt. Ab November 1941 übernahm Thomalla die Zentralbauleitung der SS in Zamość. Im Rahmen der „Aktion Reinhardt“ beaufsichtigte er den Aufbau des Vernichtungslagers Belzec (Bauleitung: Josef Oberhauser) und war selbst Bauleiter und Konstrukteur der Vernichtungslager Sobibor und Treblinka. In dieser Funktion war er kurzzeitig während der Aufbauphase von Sobibor (März bis April 1942) und Treblinka (Mai bis Juni 1942) auch jeweils der erste Lagerkommandant. Unbestätigten Angaben zufolge soll er am 12. Mai 1945 vom NKWD in Jičín (Tschechoslowakei) exekutiert worden sein. Thomalla wurde 1957 in Ulm für tot erklärt.